# Verrallina cunninghami
Verrallina cunninghami är en tvåvingeart som beskrevs av Taylor 1944. Verrallina cunninghami ingår i släktet Verrallina och familjen stickmyggor. Inga underarter finns listade i Catalogue of Life.